# Pașkivți, Voloveț
Pașkivți (în ucraineană Пашківці) este un sat în comuna Șcerboveț din raionul Voloveț, regiunea Transcarpatia, Ucraina.

## Demografie
Componența lingvistică a localității Pașkivți
     Ucraineană (100%)
Conform recensământului din 2001, toată populația localității Pașkivți era vorbitoare de ucraineană (100%).